# Barranc de l'Abeller (Suterranya)
El Barranc de l'Abeller és un barranc de l'antic terme de Suterranya, actualment inclòs en el terme municipal de Tremp, a la comarca del Pallars Jussà.
S'origina al límit del terme, en els vessants sud-occidentals de la Serra de Coll, al sud del Roc de Neret, a l'Avellanar de Jonpui. Des d'aquell lloc davalla de primer cap al sud, i més endavant va alternant la direcció sud-oest amb l'oest, fins que, en arribar al Canal de Gavet i travessar-lo es transforma en el barranc dels Inerts. Les seves aigües van a abocar-se, finalment, a la Noguera Pallaresa.
Al llarg del seu curs rep en alguns trams noms diferents, com barranc de les Arenes (just a ponent de Suterranya) o barranc de les Àligues (just a llevant de Vilamitjana.
En un document de l'any 973 apareix citat, en llatí tardà o baixmedieval, com a Aqua qui descendit de ipsas Montibus (l'aigua, o torrent, que baixa de les Muntanyes).